# Monolithen von Alok Ikom

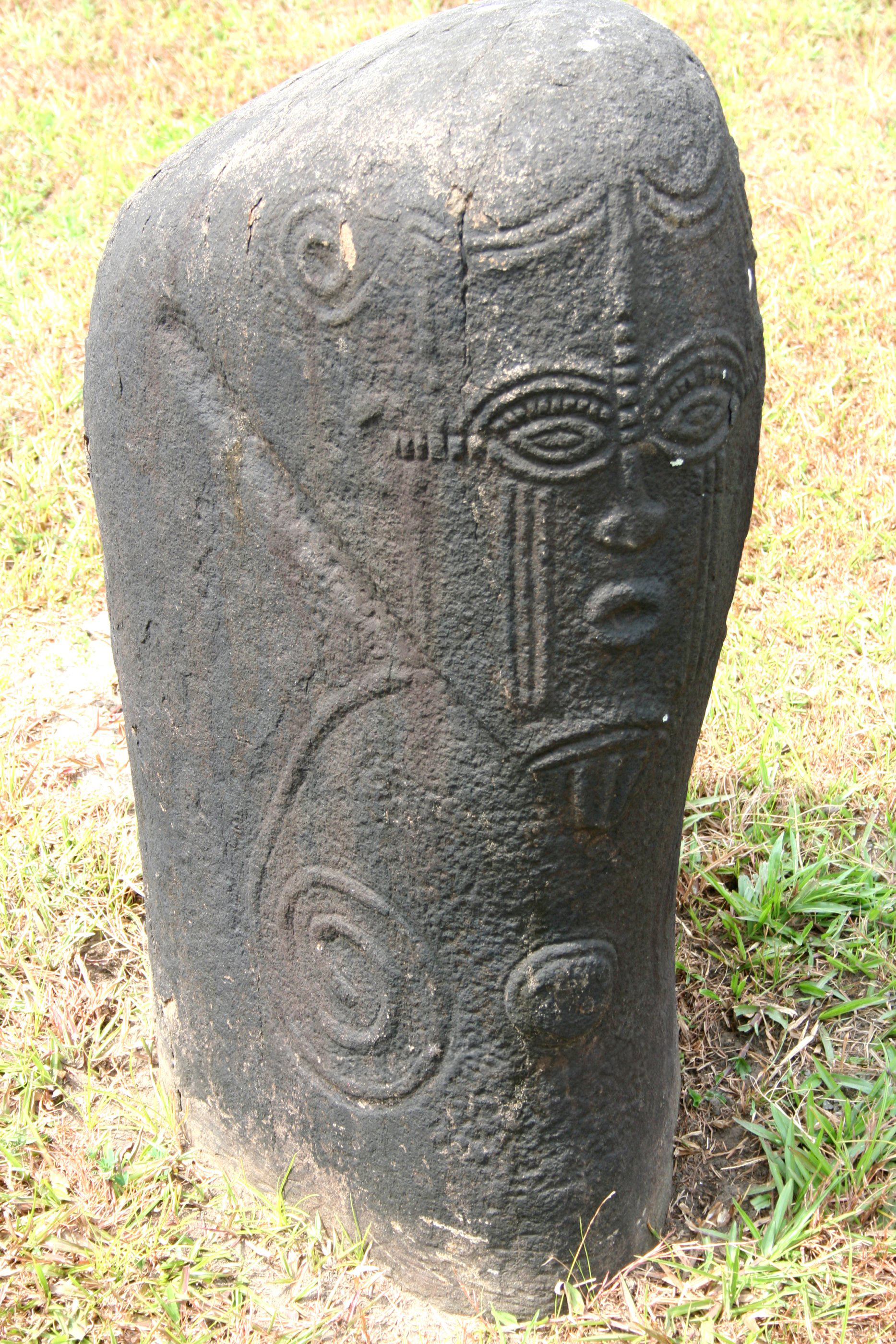
Ikom-Monolith, Calabar-Museum

Die Monolithen von Alok Ikom (auch: Ikom-Monolithen, Ekoi: Akwasnshi / Atal) sind eine Reihe von Monolithen aus Vulkangestein im Bezirk Ikom im Bundesstaat Cross River in Nigeria.

## Beschreibung
Die etwa 300 Monolithen sind zwischen 30 und 180 Zentimeter hoch und wurden in gut 30 Kreisformationen in der Gegend von Ikom aufgestellt. Die phallischen Monolithen sind mit stilisierten Gesichtern, Mustern und Inschriften bedeckt. Forscher und Linguisten halten die bisher nicht entzifferbaren Inschriften für eine Schrift und eine Form visueller Kommunikation.
Sie wurden aus natürlich vorkommendem Basalt geformt und sind über ein Gebiet von 650 Quadratkilometern verteilt, die von sechs Gruppen der Ekoi bewohnt werden. Sie wurden vermutlich zwischen dem 16. und 19. Jahrhundert geschaffen, können aber derzeit nicht genauer datiert werden. Die Monolithen stehen in (oft perfekten) Kreisen und sind einander gegenübergestellt. Sie fanden sich am Rande von (heute oft verlassenen) Dörfern, manchmal auch am zentralen Versammlungsplatz der Dorfältesten. Obwohl es stets wiederkehrende Elemente gibt (zwei Augen, offener Mund, mit Ringen gekrönte Stirn, stilisierter Spitzbart, markanter Bauchnabel), ist jeder Monolith einzigartig.

## Erhaltung
Die extremen Wetterbedingungen der Region führen zur Erosion der Monolithen; ihre Lage in einer touristisch wenig erschlossenen Region erschwert die Pflege. 2008 setzte der World Monuments Fund sie auf seine Liste bedrohter Stätten. Sie stehen auf der Tentativliste des UNESCO-Welterbekomitees.

## In Museen
Das British Museum verfügt über einen mittelgroßen Ikom-Monolithen mit menschlichen Gesichtszügen.